# Северска вас
Северска вас (словен. Severska vas) је некадашње насеље у општини Ајдовшчина, Горишка регија, Словенија.

## Историја
До територијалне реорганизације у Словенији била је у саставу старе општине Ајдовшчина. Године 1952. насеље је укинуто и припојено насељу Будање.

## Становништво
| Број становника према пописима |
| ------------------------------ |
| 1948                           |
| 57                             |

Напомена: Године 1952. припојен насељу Будање, који је садржао податке 1948. године.

#### Територијална организација и припадност насеља
| Северска вас   | Северска вас        | Северска вас           | Северска вас                             |
| Пописна година | Држава / Република  | Окрај (срез) / Општина | Насеља и делови насеља (број становника) |
| -------------- | ------------------- | ---------------------- | ---------------------------------------- |
| 1948           | ФНРЈ / НР Словенија | Горица / МНО Будање    | Северска вас (57)                        |

Напомена: МНО је скраћеница за Месни народни одбор.